# Sinomicrurus kelloggi
Sinomicrurus kelloggi là một loài rắn trong họ Rắn hổ. Loài này được Pope mô tả khoa học đầu tiên năm 1928.